# Église de Sagene

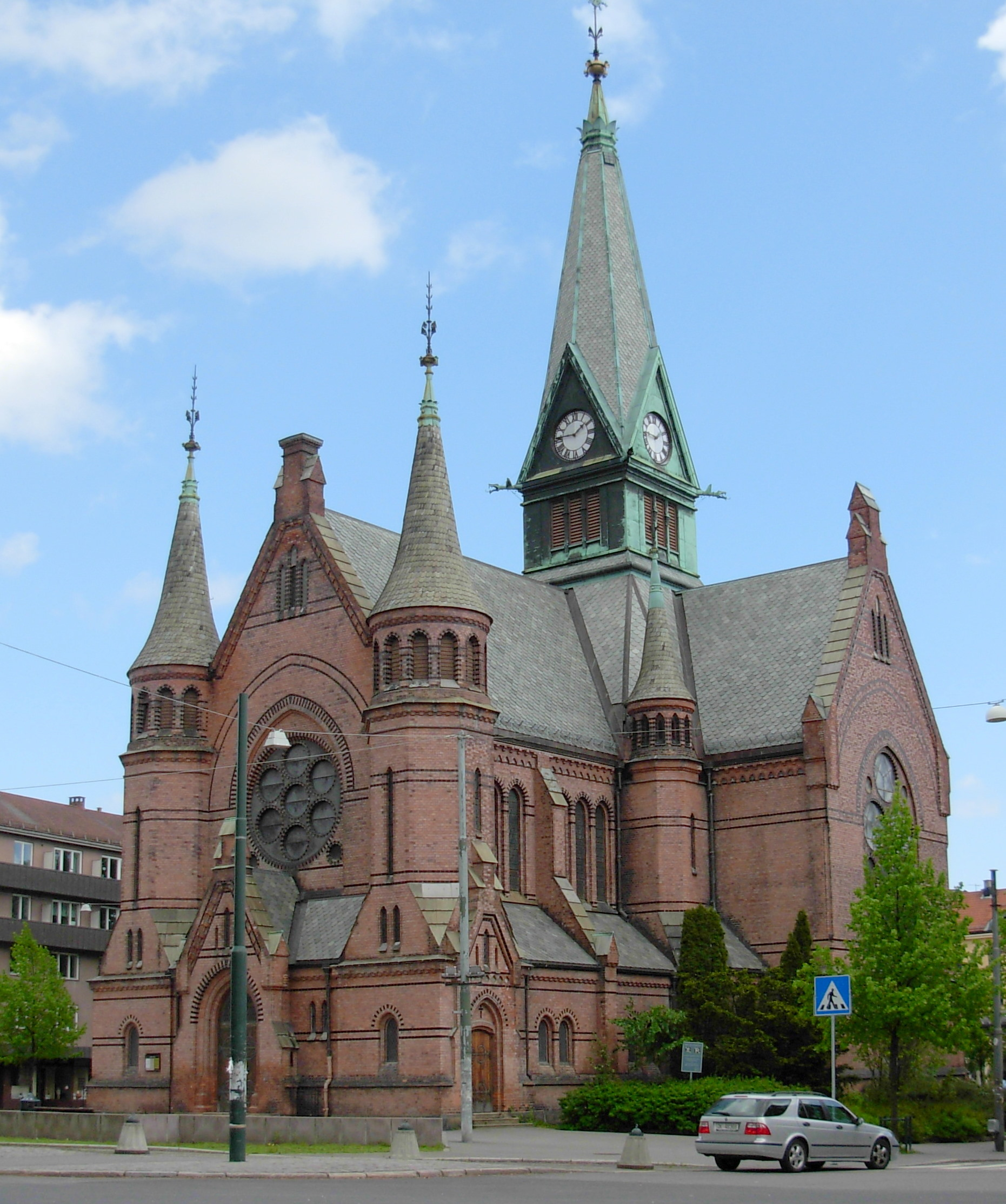
Photographie de l'église de Sagene vue du parc de Gråbeinsletta.

L'église de Sagene (Sagene kirke) est un temple luthérien à Oslo dépendant de l'Église de Norvège ayant le statut d'église paroissiale. Elle a été construite en style néogothique par Christian Fürst en 1891, pour la communauté des ouvriers de langue finnoise qui peuplaient cet ancien faubourg de la ville. Elle se trouve dans le quartier de Sagene et possède une capacité de six cents places. La communauté paroissiale comptait 11 305 fidèles en 2006.

## Illustrations

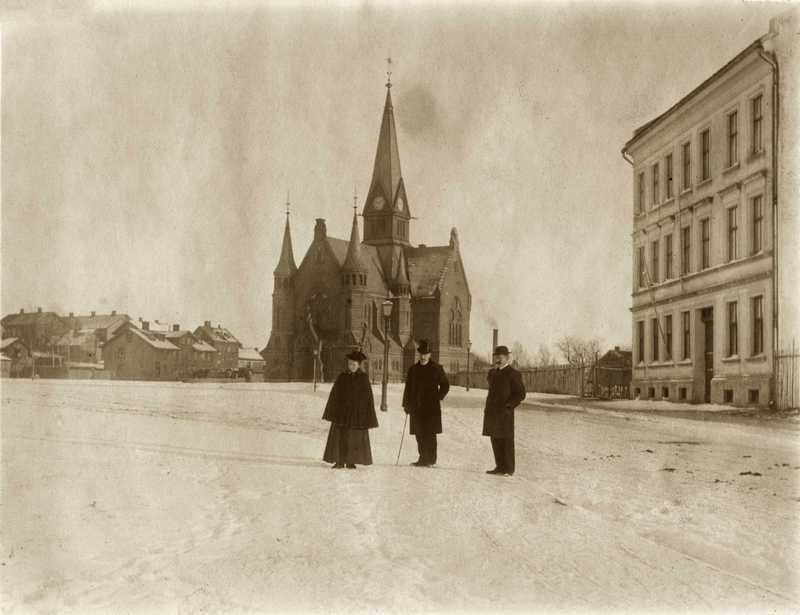
Vue de l'église en 1896.
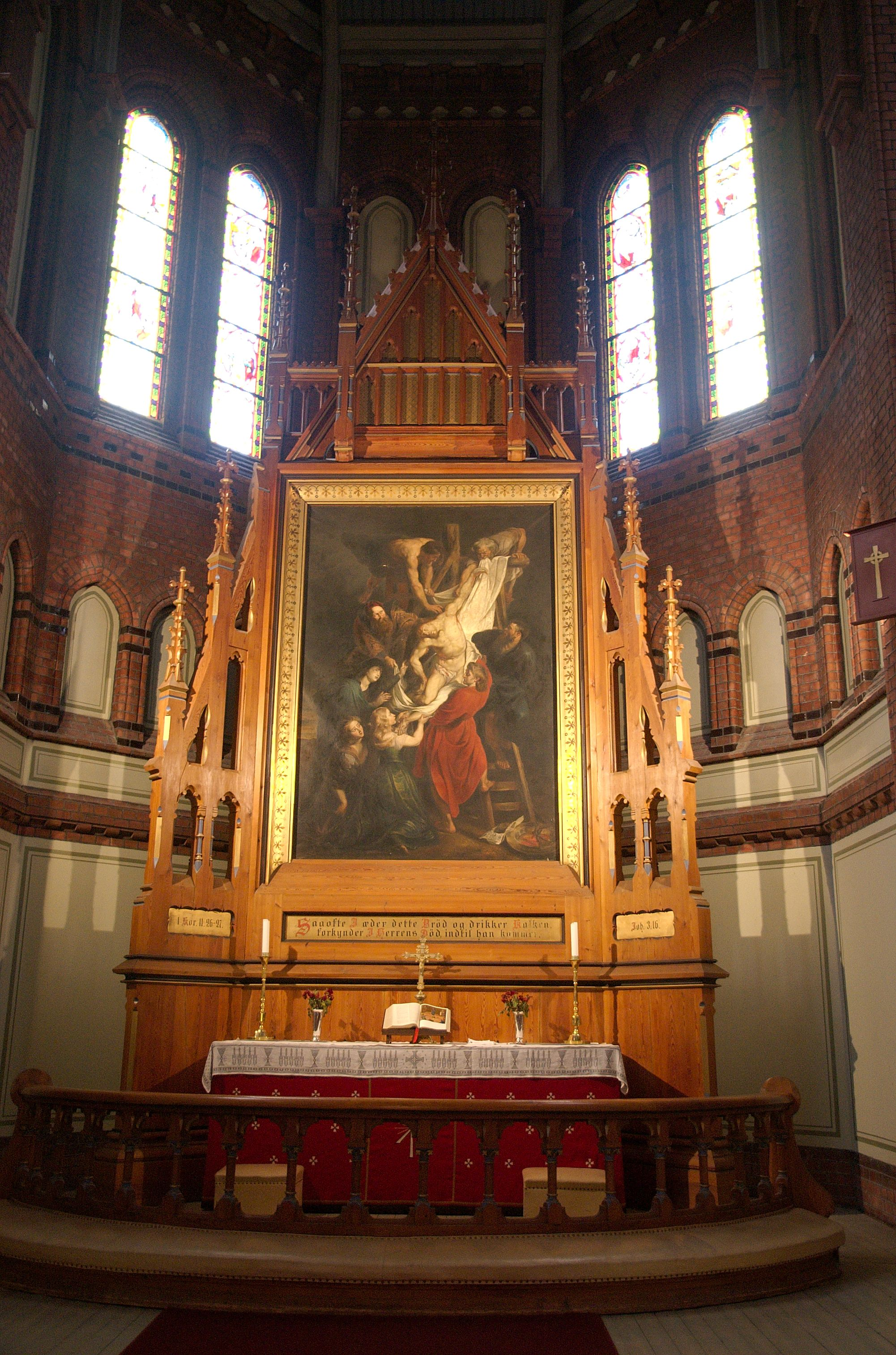
Autel de l'église avec une copie de Christen Brun (1828-1905) d'une Descente de Croix de Rubens.
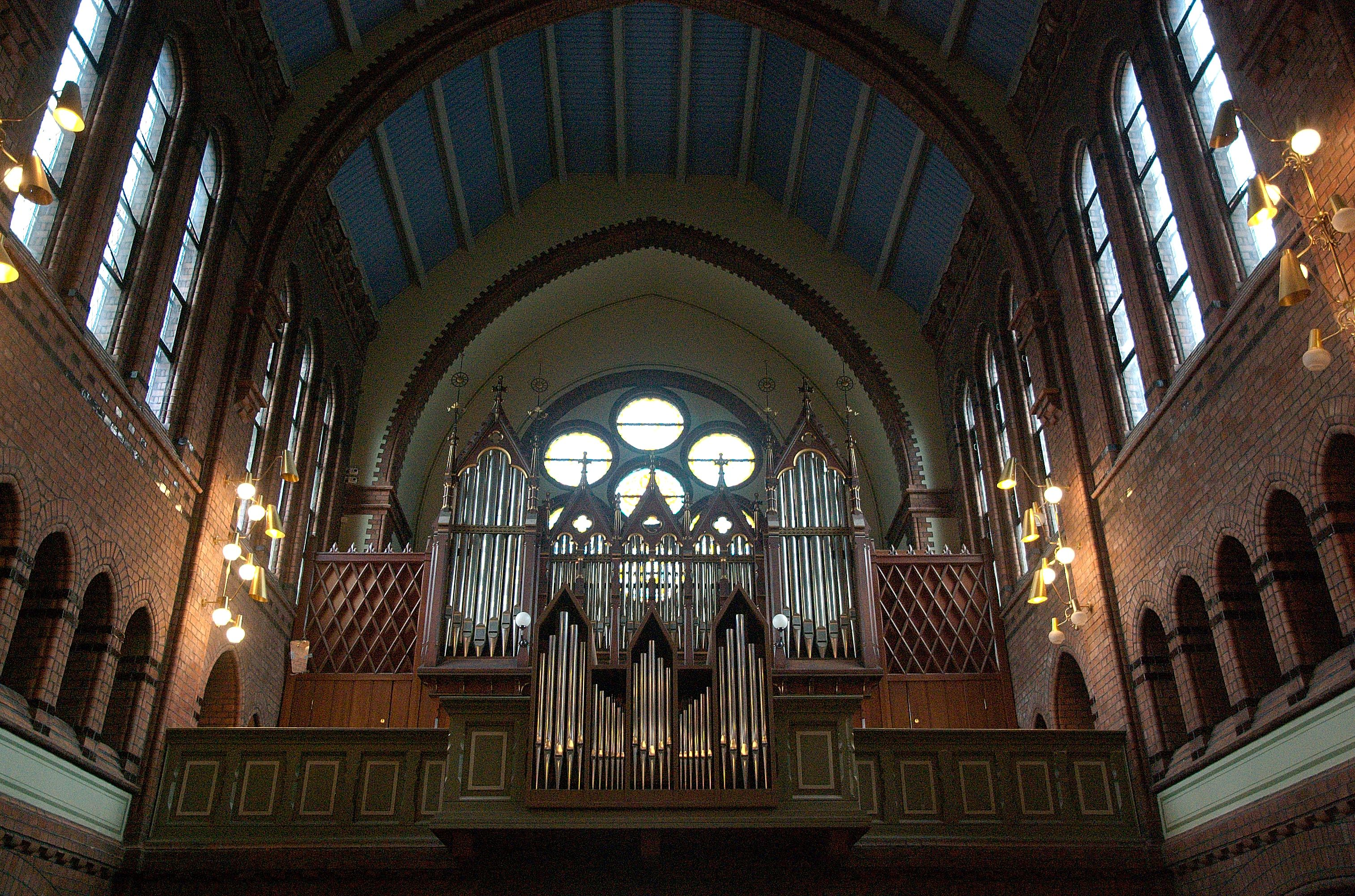
Les grandes orgues construites par la firme Hollenbach en 1891 qui sont les seules de ce type en Norvège.
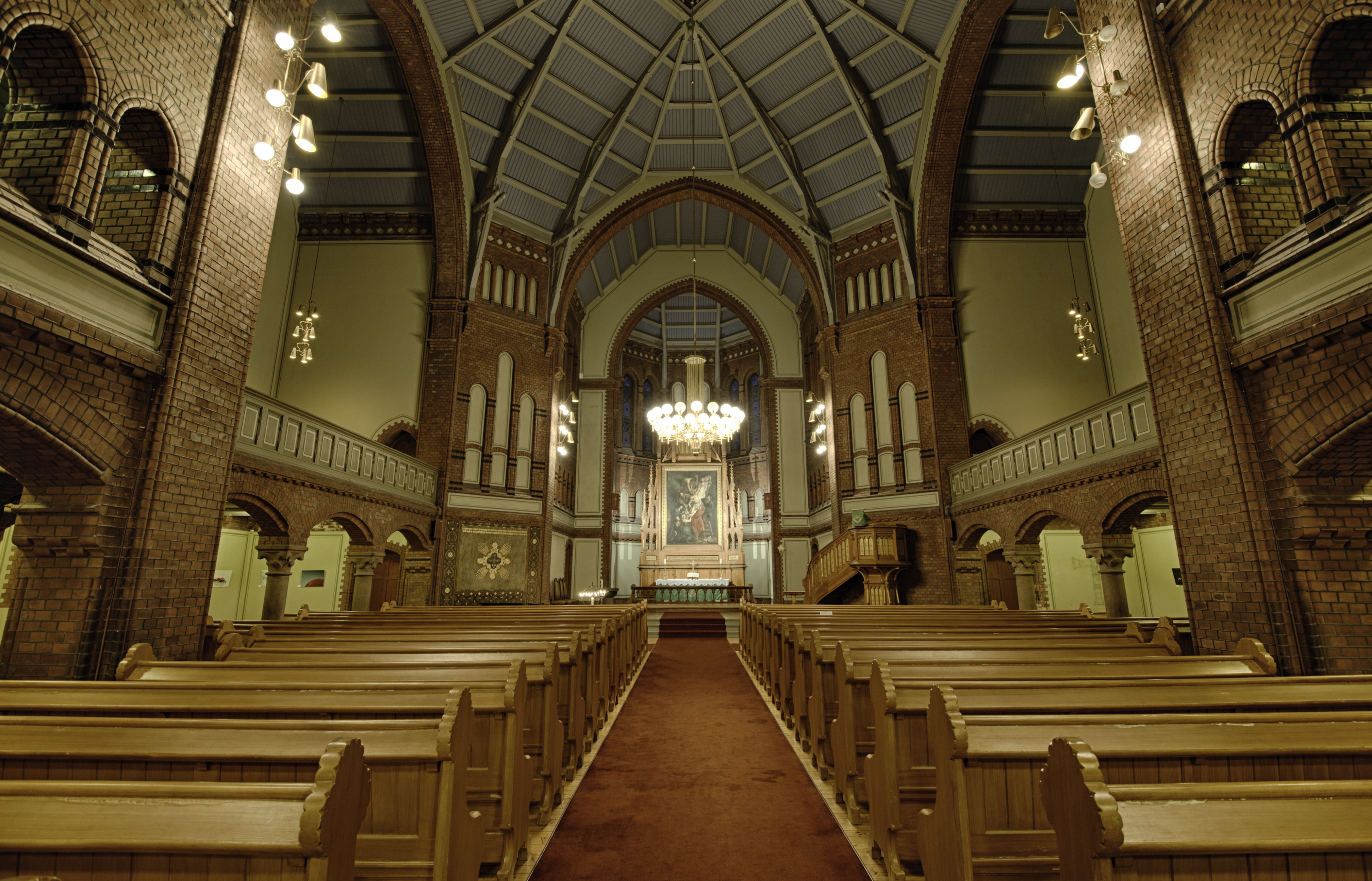
Intérieur de l'église.